# Put 'Em Up
『Put 'Em Up』（プット・エム・アップ）は、日本の女性歌手、安室奈美恵の単独名義では24作目のシングル。

## 解説
2003年第2弾シングル。世界の第一線で活躍する音楽プロデューサーでありコンポーザーであるダラス・オースティンがプロデュースを手がけている。なお、ダラスによるプロデュースは15枚目のシングル『SOMETHING 'BOUT THE KISS』、4枚目のアルバム 『GENIUS 2000』、5枚目のアルバム『break the rules』に次ぐ（ただし、過去の3作品はいずれも小室哲哉との共同プロデュース）。
SUITE CHICにおいて初めて仕事をしたmichicoが、初めて作詞を担当した。michicoの安室名義作品への提供作としては初作品である。

## 収録曲
1. Put 'Em Up
作詞：Dallas Austin, Jasper Cameron, michico
作曲・編曲：Dallas Austin
2. exist for you
作詞：Debra Killings, 愛ミチコ
作曲・編曲：Debra Killings
3. Put 'Em Up (Instrumental)
4. exist for you (Instrumental)

## 楽曲の収録作品
Put 'Em Up
- 6thオリジナルアルバム『STYLE』
- ベスト・アルバム『BEST FICTION』 
オリジナルアルバム、ベスト・アルバムの収録音源は共にラストサビがフェードアウトでなく最後まで流れる終わり方になっている。
- DVD『FILMOGRAPHY 2001-2005』